# 띠엔옌현
띠엔옌현(베트남어: Huyện Tiên Yên / 縣先安)은 베트남 북부 홍강 삼각주 꽝닌성의 현이다. 2003년을 기준으로 이 지역의 인구는 43,227명이고, 띠엔옌현의 면적은 617 km2이다. 현도는 띠엔옌 시진에 있다.

## 행정 구역
띠엔옌현은 1개의 시진과 10개의 사를 관할한다.

### 시진
- 띠엔옌 시진 (Thị trấn Tiên Yên, 先安市鎭)

### 사
- 다이죽 사 (Xã Đại Dực, 大翊社)
- 디엔싸 사 (Xã Điền Xá, 田舍社)
- 동하이 사 (Xã Đông Hải, 東海社)
- 동응우 사 (Xã Đông Ngũ, 東五社)
- 동루이 사 (Xã Đồng Rui, 同雷社)
- 할러우 사 (Xã Hà Lâu, 河屢社)
- 하이랑 사 (Xã Hải Lạng, 海浪社)
- 퐁주 사 (Xã Phong Dụ, 豊裕社)
- 띠엔랑 사 (Xã Tiên Lãng, 先浪社)
- 옌탄 사 (Xã Yên Than, 安灘社)